# Тренто
Трѐнто (на италиански: Trento) е град в Североизточна Италия, административен център на административен район Трентино-Южен Тирол. Към 2009 г. населението му възлиза на 115 243 души.

## Население
През 2008 г. населението на града е 112 637 души, съотношението мъже/жени е 48/52. Малолетните и непълнолетните (деца на възраст от 18 и по-малки) възлиза на 18,01% от населението в сравнение с пенсионерите, които са 19,37%. Средната възраст на населението е 41 в сравнение със средната стойност на италиански 42. През 5 – те години между 2002 и 2007 година, населението на Тренто е нараства с 5,72%, докато населението на Италия е нараснало с 3,56%. Раждаемостта е 9.61 раждания на 1000 души в сравнение средната за страната 9.45 раждания. През 2006 година, 92,68 % от населението се самоопределя за италианци.
| година    | 1921   | 1931   | 1936   | 1951   | 1961   | 1971   | 1981   | 1991    | 2001    | 2005    |
| --------- | ------ | ------ | ------ | ------ | ------ | ------ | ------ | ------- | ------- | ------- |
| население | 51.174 | 55.054 | 56.656 | 62.887 | 75.753 | 91.768 | 99.179 | 101.545 | 104.946 | 112.142 |

## Побратимени градове
- Берлин, Германия, от 1966 година
- Сан Себастиан, Испания, от 1987 година
- Кемптен, Германия, от 1987 година
- Прага, Чехия, от 2002 година
- Швац, Австрия
- Флис, Австрия
- Ерголдинг, Германия
- Хершинг ам Аммерзе, Германия
- Нойфарн бай Фрайзинг, Германия
- Зноймо, Чехия